# Lakeview Terrace
Lakeview Terrace es una película estadounidense de 2008, del género thriller, dirigida por Neil LaBute, con Samuel L. Jackson, Patrick Wilson y Kerry Washington en los roles principales. Producida por Will Smith.

## Argumento
Dos jóvenes recién casados, un hombre de raza blanca, Chris Mattson, y su mujer de raza negra, Lisa Mattson, se mudan a una residencia propia, la casa de sus sueños, en California. Pero su vecino, un policía negro, viudo y con dos hijos, no está muy contento con su llegada al barrio.
Los primeros intercambios de Chris con su vecino, Abel Turner, un oficial de policía viudo y veterano de LAPD y hombre afroamericano, son complicados como nuevos vecinos, Abel haciendo comentarios sobre el hábito de fumar de Chris (que Abel luego expone a Lisa) y escuchando música hip hop, y haciendo comentarios sobre su raza en su relación con Lisa. La noche siguiente, Chris y Lisa tienen sexo en su piscina. Sin que ellos lo sepan, los hijos de Abel, Marcus y Celia, los están observando desde su casa en el segundo piso. Abel llega a casa y presencia el espectáculo. Enojado, cambia la posición de los focos de seguridad de su casa para que brillen contra la ventana del dormitorio de Chris y Lisa, manteniéndolos despiertos.
Abel comienza a insinuar a Chris que desaprueba su matrimonio y quiere se muden de su nuevo vecindario. Una noche, Chris y Lisa escuchan ruidos en el piso de abajo y encuentran las llantas del auto de Chris rotas. Ante la sospecha de Abel, llaman a la policía, pero no puede hacer nada debido al estado de Abel dentro del Departamento de Policía de Los Ángeles. Chris toma represalias iluminando con sus propios focos el dormitorio de Abel. Lisa luego revela está embarazada, lo que crea un conflicto con Chris, por su egoísmo de no querer tener hijos aún. Mientras tanto, Abel es suspendido sin paga por abusar de un sospechoso en un ataque contra la casa durante una agresión, incitando más furia dentro de él.
Abel continúa acosando a la pareja organizando una ruidosa despedida de soltero con sus colegas en su casa, cuando sus hijos salen de vacaciones con su cuñada, en la que obliga a Chris a visitarlo para pedir reducir el volumen de la música y ser acosado sexualmente por una estríper. Más tarde, Chris planta árboles a lo largo de la cerca entre sus propiedades para reducir la visibilidad con los vecinos, se produce un intercambio casi violento entre los vecinos, Abel se opone a tener árboles colgando sobre su propiedad y conoce la ley lo respalda. Cuando Chris va a un bar local, Abel entra y se disculpa, conversan y revela su propia esposa murió en un accidente de tráfico, porque se sospcha estaba teniendo una aventura con su empleador blanco, y él desconfía de los hombres blancos y tiene prejuicios contra las relaciones interraciales debido a esto. Luego en una reunión de vecinos, Abel envía a su informante, Clarence Darlington, a destrozar la casa de los Mattson en otro esfuerzo por expulsarlos. Lisa llega temprano a casa, sorprendiendo a Clarence. Abel llama por teléfono al delincuente para abandonar la casa, luchan y Lisa queda inconsciente, pero no antes de activar la alarma. Chris corre a casa, seguido por un frustrado Abel para respaldarlo, como policía está armado. Cuando Abel se encuentra con su matón contratado intentando escapar, lo mata para mantenerlo callado. Lisa es llevada de urgencia al hospital, pero se recupera.
Los incendios forestales están causando estragos en las colinas circundantes y se ordena a los residentes abandonar sus hogares. Abel, se queda atrás y riega su casa con agua, ingresa a la casa de los Mattson con la esperanza de recuperar el teléfono celular caído de Clarence, por temor a ser incriminado si otra persona lo descubre. Lisa y Chris regresan inesperadamente del hospital antes de que Abel encuentre el teléfono y se vaya. Mientras los Mattson hacen las maletas para evacuar, Chris encuentra el teléfono celular. Llama al último número marcado y escucha que Abel responde. Chris se da cuenta de que Abel es responsable del robo y Abel de que Chris ha descubierto el teléfono perdido. Abel se acerca con su arma en la mano, y él y Chris luchan. Antes de que Lisa pueda escapar, Abel le dispara a su auto y la hace chocar contra un vehículo estacionado. Después de golpear a Abel con una pistola y supuestamente dejarlo inconsciente, Chris intenta liberar a Lisa del auto. Abel dispara su arma a Chris pero falla, y Chris le apunta con la otra arma de Abel mientras le dice que se quede atrás.
Ocultando su arma en la parte de atrás de sus pantalones, Abel afirma que está desarmado cuando los oficiales del alguacil del condado llegan a la escena. La policía le exige a Chris que suelte su arma, mientras le ordena a Abel que no se mueva más, sin saber quién es el agresor. Su esposa le ruega que cumpla y Abel le dice que la escuche. Sin embargo, en un esfuerzo por exponer la verdadera naturaleza de Abel frente a la policía, Chris responde que Abel necesitaba haber escuchado a su esposa y sarcásticamente le pregunta si previó su traición, implica que su actitud beligerante la llevó a engañarlo. Un Abel furioso saca su pistola oculta y dispara, y hiere a Chris en el hombro, después de lo cual sus antiguos colegas lo matan a tiros de manera rápida y brutal. Chris sobrevive al tiroteo y, en la ambulancia, él y Lisa hablan sobre el orgullo que sienten por su hogar, su vecindario y su futura familia, mientras que los incendios forestales finalmente parecen contenerse.

## Reparto
- Samuel L. Jackson como Abel Turner.
- Patrick Wilson como Chris Mattson.
- Kerry Washington como Lisa Mattson.
- Ron Glass como Harold Perreau.
- Justin Chambers como Donnie Eaton.
- Jay Hernández como el Detective Javier Villareal.
- Regine Nehy como Celia Turner.
- Jaishon Fisher como Marcus Turner.
- Keith Loneker como Clarence Darlington.
- Caleeb Pinkett como Damon Richards.
- Lynn Chen como Eden.
- Vanessa Bell Calloway como Tía Dorrie.